# Cocotte en papier (origami)
Pour les articles homonymes, voir cocotte en papier (jeu) et cocotte.
La cocotte en papier ou cocotte est un type de pliage figurant une poule stylisée. Vraisemblablement d’origine espagnole, la cocotte est l’emblème du pliage en Europe, comme la grue en papier au Japon. Elle peut être confectionnée selon plusieurs méthodes dont les plus simples n’excèdent pas huit étapes.

## Historique
L'origine de la cocotte en papier n'est pas connue. Il pourrait s'agir d'un pliage provenant d'Afrique du Nord, transmis par l'intermédiaire de l'Espagne. En espagnol, ce pliage est appelé pajarita, diminutif de pájara, terme désignant un oiseau, tout particulierement de petite taille. L’association espagnole d'origami édite d'ailleurs une revue trimestrielle intitulée « Pajarita » et son logo est celui d'une cocotte en papier.

## Réalisation

Diagramme du pliage de la cocotte en papier

Instructions à suivre pour construire une cocotte en papier à partir d'une feuille de papier carrée :
1. Plier trois des quatre coins de la feuille vers le centre et le dernier coin de l'autre côté.
2. Plier de nouveau les coins vers le centre.
3. Mettre la feuille à la verticale avec le coin seul en face.
4. Plier vers l'intérieur sauf le coin vers l'extérieur.
5. Déplier les côtés et tirer légèrement sur la queue.
6. Plier les carrés sous la tête de chaque côté afin de former les pattes ...

## Culture
Le peintre français Carolus-Duran fait figurer une cocotte en papier sur ses tableaux L'Enfant et l'Oiseau (musée de l'Échevinage de Saintes) et Les Rieuses (1870, Detroit Institute of Arts). Vers la même époque, Adolphe Piot peint un portrait de jeune fille venant de plier plusieurs cocottes en papier,.
Le philosophe espagnol Miguel de Unamuno a écrit un Traité de cocotologie (écrit au début du XXe siècle, publié en 1934) ; amateur de pliages en papier, il y exprime de façon ironique diverses questions philosophiques en termes d'origamis, en particulier la cocotte en papier,.
Le poète espagnol Federico García Lorca compose en 1921 le poème Pajarita de papel.
En 1928, le sculpteur espagnol Ramón Acín Aquilué crée Fuente de Las Pajaritas, sculpture représentant deux cocottes en papier, installée dans le parc Miguel Servet (es) à Huesca. Une copie est installée carrer d'Aragó à Barcelone en 1991.
La Cocotte et son œuf, sculpture de Paul Sévéhon représentant une cocotte en papier , est installée depuis 1996 sur le terre-plein central de la rue Albert-Rémy, à Ris-Orangis, au droit de la place Jacques-Brel.

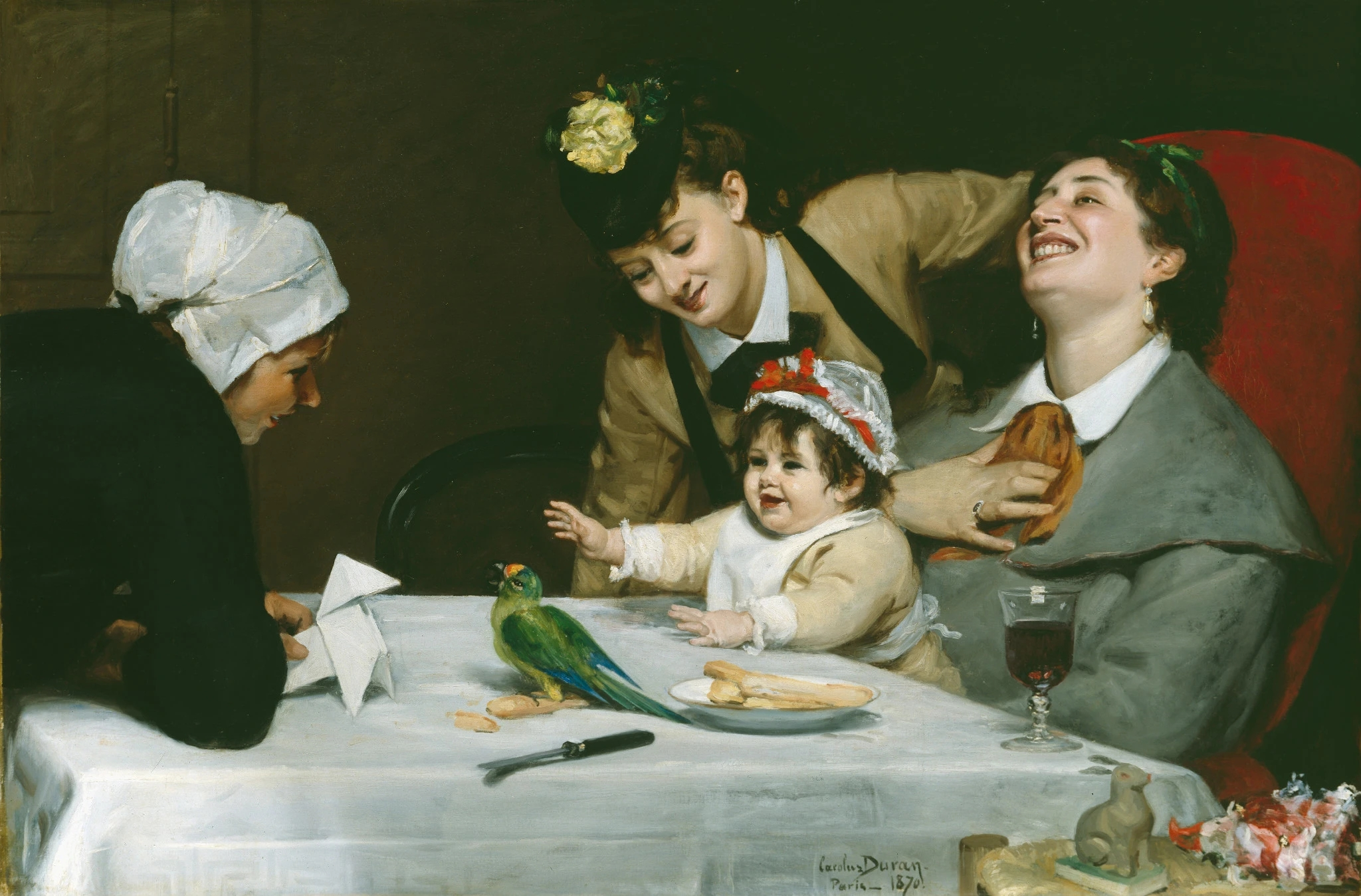
Carolus-Duran, Les Rieuses
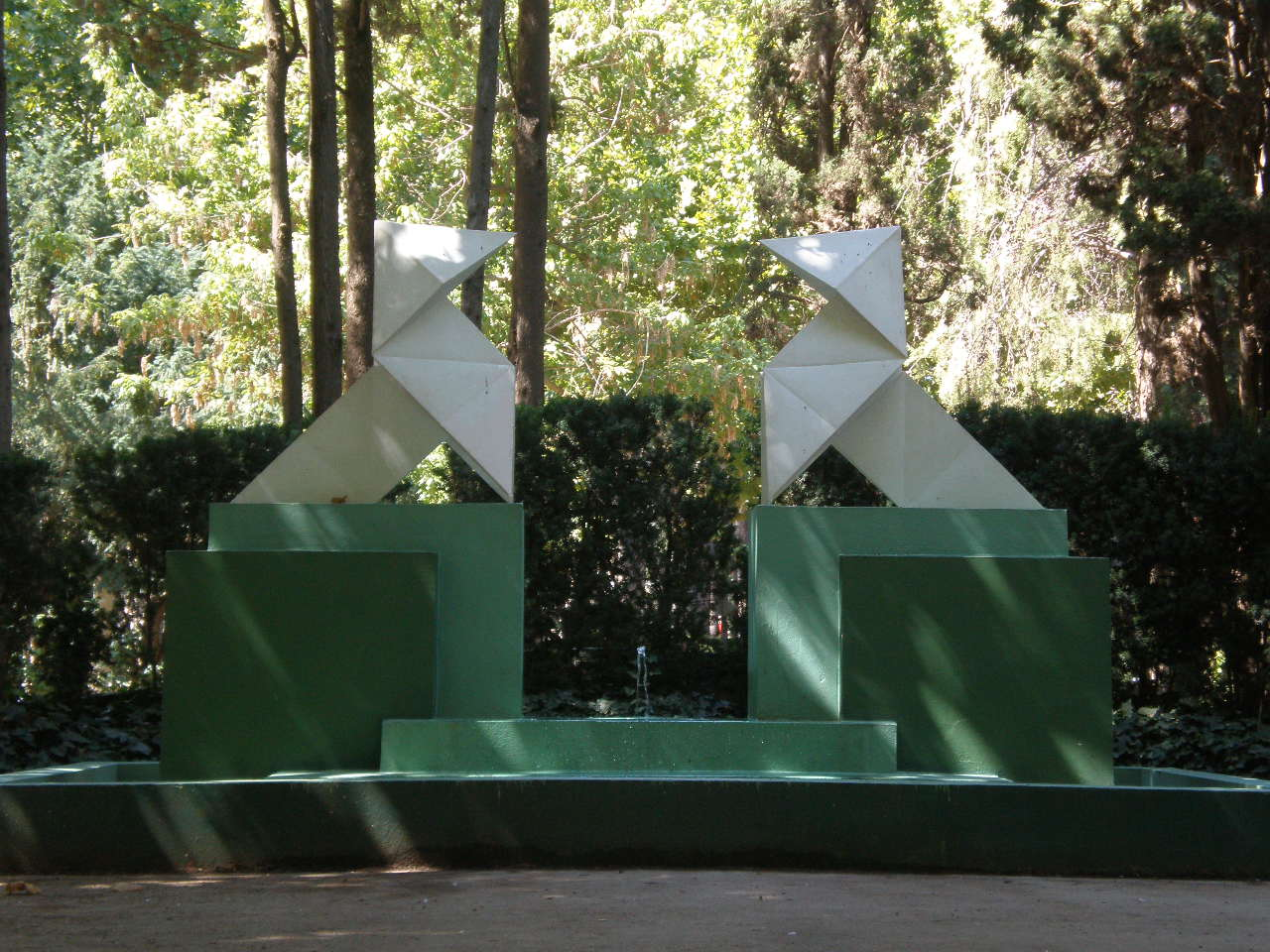
Ramón Acín Aquilué, Fuente de Las Pajaritas (Huesca)
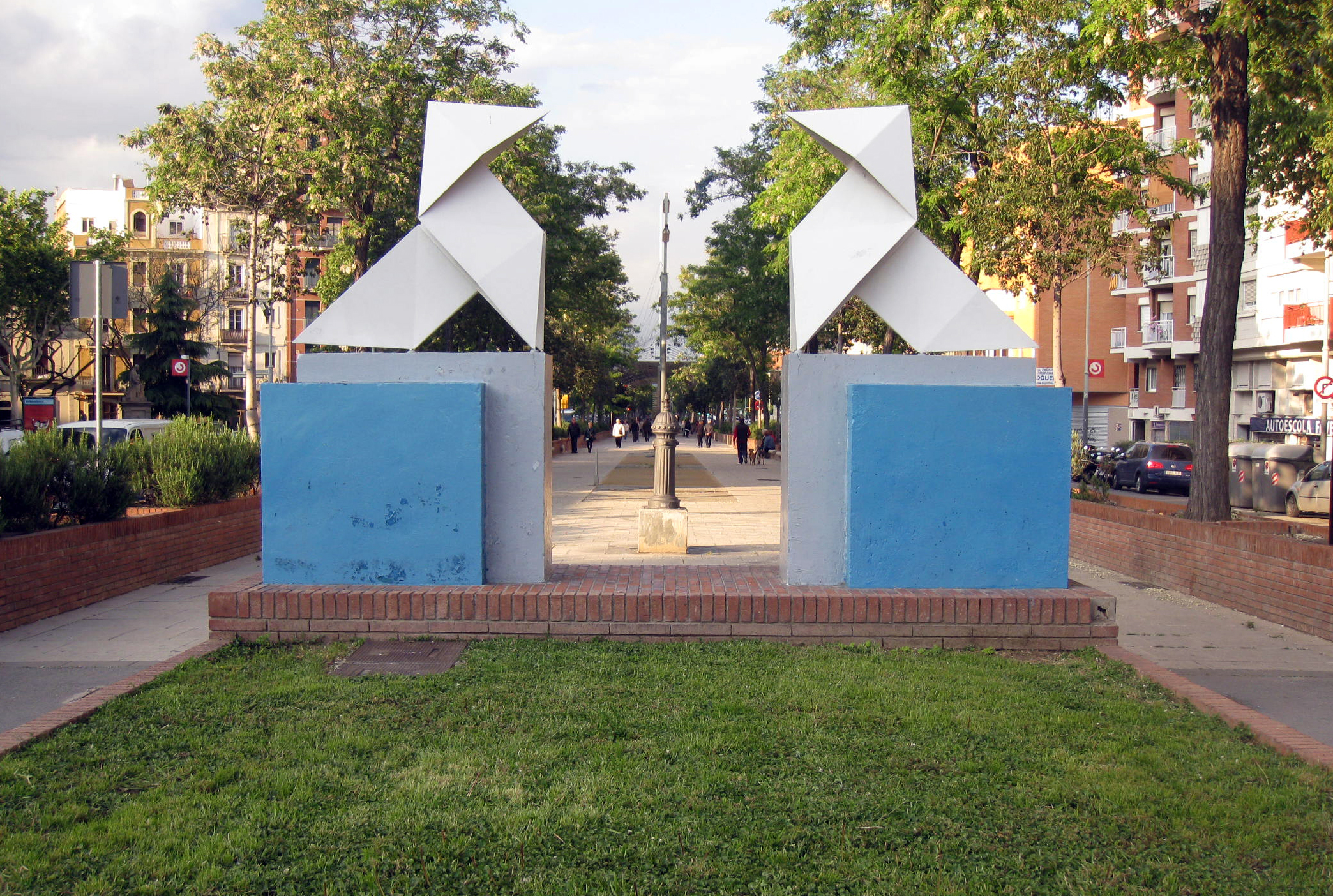
Copie d'après Ramón Acín Aquilué (Barcelone)

## Symbole
- La cocotte est utilisée comme motif symbolique par la médaille commémorative pour la croisière aérienne Istres-Afrique de 1933[12].
- Elle symbolise l'enfance sur les affiches du Salon de l'enfance; voir entre autres celle que réalisa René Caillé pour le 8e salon (Grand Palais, Paris, 1954), représentant un enfant tenant une grande cocotte en papier dans ses bras.[réf. nécessaire]